# Ritratto di un certosino
La Ritratto di un certosino è un dipinto del pittore fiammingo Petrus Christus realizzato circa nel 1446 e conservato nel Metropolitan Museum of Art di New York negli Stati Uniti d'America.
È considerato un capolavoro della pittura fiamminga e, a causa della mosca dipinta sul fondo della cornice, un importante esempio del trompe-l'œil.

## Storia
Il ritratto di un certosino presentava un'aureola sopra la testa del monaco quando fu acquisito dal Metropolitan Museum of Art nel 1944. Tuttavia, le aureole sono estremamente rare nella pittura fiamminga e quella del Ritratto di un certosino è stata a lungo oggetto di discussione. Nel 1994, in preparazione della mostra del Met Petrus Christus: il maestro del Rinascimento di Bruges, l'autenticità dell'aureola fu esaminata pubblicamente da un gruppo di specialisti dei Paesi Bassi: il loro verdetto fu che si trattava di un'aggiunta posteriore. Il gruppo concordò che probabilmente fu aggiunta nel XVIII secolo in Spagna - imitando una tendenza italiana - quando entrò a far parte della collezione di Don Ramon de Oms, viceré di Maiorca, il quale vendette l'opera all'industriale americano Jules Bache nel 1911. Il gruppo raccomandò di rimuovere l'aureola per rendere il dipinto più esteticamente autentico. Christus è stato uno dei primi pittori dei Paesi Bassi a giocare davvero con l'illusione di spazio e luce. L'aggiunta dell'aureola, tuttavia, costringeva lo spettatore a concentrarsi sul viso in un modo non inteso da Christus. Dalla rimozione dell'aureola il Met ha continuato a eliminarne altre dubbie dalle opere di Christus, in particolare in Sant'Eligio nella bottega di un orefice.

## Descrizione

### Il monaco
Il ritratto di un certosino raffigura un monaco certosino anonimo nell'atto di guardare direttamente lo spettatore. Poiché il corpo del monaco è rivolto a sinistra, questi deve volgere lo sguardo sopra la spalla destra per osservare lo spettatore, creando una posa diagonale piuttosto ingombrante. Petrus Christus la bilancia spostando l'asse della faccia del monaco verso destra, appena fuori centro. Modellando ulteriormente la spalla destra del monaco più della sua spalla sinistra, Christus avvicina un lato del corpo allo spettatore, aggiungendo ulteriore profondità all'opera Anche le proporzioni del viso sono state esagerate: il naso e gli occhi sono stati intenzionalmente allungati. L'effetto complessivo è una specie di sagoma esagerata, una tecnica compositiva che non si trova spesso nei primitivi fiamminghi.

### Spazio e illuminazione
Degno di nota è anche il tipo di illuminazione impiegato da Petrus Christus. Il monaco è immerso in una luce intensa che lo stacca marcatamente dallo spazio che occupa. Mentre questa luce forte e radiante è tipica di contemporanei come Jan van Eyck, l'aggiunta di Christus di una seconda fonte di luce opposta dietro il monaco distingue particolarmente questo dipinto da altri. La luce a sinistra sembra essere un riflesso all'interno della stanza, eppure la luce che "bagna" il monaco sembra provenire da una fonte esterna, forse una finestra non mostrata. Il risultato è che la luce proviene sia dall'interno che dall'esterno dello spazio pittorico, con il monaco (in particolare lungo il cappuccio del mantello) nel punto d'incontro delle due. Il monaco è quindi incorniciato da un'illuminazione a due fonti, che consente a Christus di impiegare uno spettro di colori e ombre più pieno e più ricco di quanto farebbe un'illuminazione a fonte singola. Questo complesso schema di illuminazione è la ragione per cui il Ritratto di un certosino appare così tridimensionale e realistico.

### La mosca e il trompe l'œil

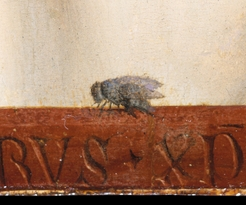
Dettaglio dell'incisione e la mosca

Il ritratto di un certosino presenta una mosca trompe-l'œil al centro della cornice inferiore. Si ritiene che l'aggiunta di mosche trompe l'œil nelle opere d'arte sia iniziata nel XV secolo, proprio quando Christus divenne attivo. Gli storici dell'arte sono generalmente divisi tra due diverse interpretazioni: molti credono che la mosca abbia un simbolismo religioso, con funzioni come la connotazione del peccato, della corruzione, della mortalità, mentre altri credono che sia un modo per evocare l'immagine di Satana o Beelzebub, il signore delle mosche. Più recentemente, alcuni storici dell'arte hanno iniziato a considerare l'aggiunta delle mosche trompe l'œil come un biglietto da visita professionale, fra cui lo studioso Felix Thülemann, che descrive l'espediente come "una rappresentazione autocosciente di abilità pittoriche superiori. Si ritiene che questo sia il motivo per cui la mosca appare generalmente accanto alla firma dell'artista (la mosca si trova proprio sopra a "Petrus ΧΡΙ Me Fecit").